# Maquis de Courtemiche
 (décembre 2014).
Si vous disposez d'ouvrages ou d'articles de référence ou si vous connaissez des sites web de qualité traitant du thème abordé ici, merci de compléter l'article en donnant les références utiles à sa vérifiabilité et en les liant à la section « Notes et références ».
Le maquis de Courtemiche ou encore groupe VII de Saint Denis sur Sarthon  est un maquis du département de la Mayenne pendant la Seconde Guerre mondiale. Il était situé lieu-dit forestier de Courtemiche, à la lisière de la Forêt de Multonne, à Champfrémont. Le maquis est affilié à l'Organisation civile et militaire.

## Historique
La constitution d'un maquis est décidé au village de Courtemiche, sur les conseils de M. Le Foll, instituteur à Champfrémont. L'endroit est choisi pour le maquis est à l'orée de la forêt de Multonne. Son installation s'effectue vers la fin de l'année 1943. Un groupe d'Alençon s'installera au moulin de la Sourdrière dans la même commune en juin 1944
Le 20 février 1944, le maquis reçoit des armes auxquelles s'ajoutent des armes cachés par les frères Mallet en juin 1940. À l'approche du débarquement de Normandie, les opérations de sabotage se multiplient. Le 10 juin, André Mallet et Louis Péan sont arrêtés par les Allemands. Emprisonnés à Alençon, ils parviennent à s'évader. Le 24 juillet, la Gestapo cause de nombreux ravages au sein de la résistance locale par des arrestations : François Bouilhac, le chef du secteur d'Alençon, suivi de Maurice Mallet et de Jacques Hochin. 
Maurice Mallet et de Jacques Hochin sont abattus à Champfrémont le 24 juillet par Bernard Jardin, auxiliaire français de la Gestapo. Bernard Dufrou parvient à s'enfuir. Les neuf rescapés du groupe rejoignent le maquis de la Monnerie en forêt de Pail, dirigé par Paul Janvier.

## Sources
- Paul Janvier, Souvenirs de résistance d'un groupe du nord de la Mayenne : Réseau Navarre, Laval, 1970, 40 p.